# Ministerstvo závislých držav
Ministerstvo závislých držav (čínsky v českém přepisu Li-fan jüan, pchin-jinem Lǐ fàn yuàn, znaky 理藩院, mandžusky  Tulergi golo be darasa jurgan, mongolsky γadaγdu mongγul un törü-ji jasaqu jabudal-un jamun) byl správní úřad Čchingů. Jeho úředníci byli rekrutováni z Osmi korouhví. Přímým nástupcem ministerstva je tchajwanský Výbor pro mongolské a tibetské záležitosti.

## Působnost
Úkolem Ministerstva závislých držav bylo spravovat záležitosti mongolských a později i tibetských území, které Čchingové obsadili. S pokračujícím růstem Čchingské říše Ministerstvo závislých držav započalo spravovat i záležitosti čínského Turkestánu a dohlížet na vztahy s Ruskou říší podle Něrčinské smlouvy a Kjachtské smlouvy.
Do působnosti Ministerstva závislých držav nespadalo přijímání poselstev s tributem ze sousedních zemí (jako např. Korea či Vietnam) a zemí zámořských – to byl úkol ministerstva rituálů.

## Vznik
Ministerstvo závislých držav založil v roce 1638 Chung Tchaj-ťi (Abachaj), první císař dynastie Čching, a to tehdy jako tzv. Mongolský jamen (Mandžuové si nejprve podřídili sousední mongolské kmeny, aby si uvolnili cestu k dobytí Číny v roce 1644).

### Podobné instituce
- Výbor pro mongolské a tibetské záležitosti (Čínská republika)